# ليونهارت كوبه
ليونهارت كوبه (بالألمانية: Leonhard Köppe)‏‏ (20 نوفمبر 1884 في تورجاو - 18 مارس 1969 في هاله) طبيب عيون من ألمانيا. سُميت عقيدات كوبه نسبةً إليه.